# Kybos gleditsia
Kybos gleditsia är en insektsart som först beskrevs av Delong och Davidson 1936.  Kybos gleditsia ingår i släktet Kybos och familjen dvärgstritar.
Artens utbredningsområde är Idaho. Inga underarter finns listade i Catalogue of Life.